# Otmar Weiß
Otmar Weiß (* 28. Februar 1953 in Gmünd, NÖ) ist ein österreichischer Sportsoziologe. 2016–2018 war er Leiter des Zentrums für Sportwissenschaft und Universitätssport und seit 2010 ist er Leiter des Universitätslehrgangs Psychomotorik an der Universität Wien.

## Werdegang
Weiß maturierte an der Höheren Technische Bundeslehr- und Versuchsanstalt St. Pölten und übte Tätigkeiten als Arbeitsvorbereiter, Konstrukteur, Skilehrer und Heimleiter aus. Er studierte Mathematik und Sport an der Universität Wien und schloss sein Studium mit der Promotion in Publizistik- und Kommunikationswissenschaft ab. Von 1982 bis 1984 unterrichtete er am Bundesgymnasium Klosterneuburg sowie an der Handelsakademie Krems. 1984 erhielt er ein Stipendium für das Österreichische Journalisten-Kolleg.
Von 1984 bis 1992 war er Universitätsassistent am Institut für Sportwissenschaft der Universität Wien. 1987 und 1988 erfolgte ein Forschungsaufenthalt in den USA (FWF: Erwin-Schrödinger-Auslandsstipendium) am Institut für Soziologie der Ohio State University und am Institut für menschliche Leistungsfähigkeit der San José State University. 1989 erfolgte seine Habilitation für Sportsoziologie an der Universität Wien, wo er seit 1992 Universitätsprofessor ist. Weiß war von 1992 bis 2000 außerordentlicher Universitätsprofessor, 2000 wurde er ordentlicher Universitätsprofessor.
1993 wirkte er bei der Organisation des Kongresses der International Sociology of Sport Association zum Thema „Sport in Space and Time“ in Wien mit. 1994 wurde er Vorsitzender der Österreichischen Gesellschaft für Sportsoziologie. Er war zwischen 1996 und 2010 Leiter des Lehrgangs universitären Charakters „Psychomotorik und Motopädagogik“ an der Niederösterreichischen Landesakademie. Von 1999 bis 2001 war er am EU-Projekt Tempus Phare: Sport in Incorporation of the Czech Republic into the European Union beteiligt. 2002 wirkte er an der Organisation des Kongresses der Europäischen Vereinigung für Sportsoziologie zum Thema Europäische Integration und Sport in Wien mit. 2002 nahm er seine Lehrtätigkeit im Bereich eines europäischen Masterstudiengangs in Gesundheit und Bewegung an der Universität Foro Italico auf. Zwischen 2004 und 2008 sowie 2010 und 2016 war Weiß stellvertretender Leiter des Zentrums für Sportwissenschaft und Universitätssport der Universität Wien. Seit 2010 ist er Leiter des Universitätslehrgangs „Psychomotorik“ an der Universität Wien und leitete von 2016 bis 2018 das Zentrum für Sportwissenschaft und Universitätssport der Universität Wien.
In seiner Forschung beschäftigt er sich mit Sport in Zusammenhang mit Identität, Gesellschaft, Gesundheit, Wirtschaft und (Massen-)Kommunikation sowie mit der psychomotorischen Lehr- und Lernmethode.

## Mitgliedschaften
- 1995–2003: Board Member der International Sociology of Sport Association (1995–99 Extended Board, 1999–2003 Executive Board)
- 1997–2002: Editorial Board Member der „International Review for the Sociology of Sport“
- 2001–2008: Präsident der European Association for Sociology of Sport
- 2004–2020: Editorial Board European Journal for Sport and Society

## Ehrungen
- 2003: Verleihung des Großen Ehrenzeichens für Verdienste um die Republik Österreich anlässlich der Forschungsprojekte „Sport und Gesundheit: Die Auswirkungen des Sports auf die Gesundheit ─ eine sozio-ökonomische Analyse“ und „Mehr Österreicher/innen zum Sport: Eine Aktivierungsstudie zur Förderung des Sportengagements in Österreich“
- 2017: Ernennung zum Honorary Member der European Association for Sociology of Sport

## Publikationen (Auswahl)
- Otmar Weiß, Gilbert Norden: Introduction to the Sociology of Sport. Boston/Leiden 2021: Brill.
- Otmar Weiß, Henning Eichberg: Sport: Schneller, Höher, Stärker. Wien/Münster 2014: LIT Verlag.
- Otmar Weiß, Gilbert Norden: Einführung in die Sportsoziologie. Münster 2013: Waxmann Verlag (2. Auflage).
- Petra Hilscher, Gilbert Norden, Manfred Russo, Otmar Weiß (Hg.): Entwicklungstendenzen im Sport. Wien/Berlin 2011: LIT Verlag (3. Auflage).
- Otmar Weiß et al. Die Auswirkung des Sports auf die Gesundheit. Eine sozio-ökonomische Analyse des Breiten- und Freizeitsports in Österreich 1998 und 2013. Österreichische Ärztezeitung Nr. 9/2016, S. 20–26.